# Fideris
Fideris (rétorománsky Fadrein) je obec ve švýcarském kantonu Graubünden, okresu Prättigau/Davos. Nachází se v údolí Prättigau, asi 17 kilometrů severovýchodně od kantonálního hlavního města Churu, v nadmořské výšce 897 metrů. Žije zde 618 obyvatel.

## Geografie

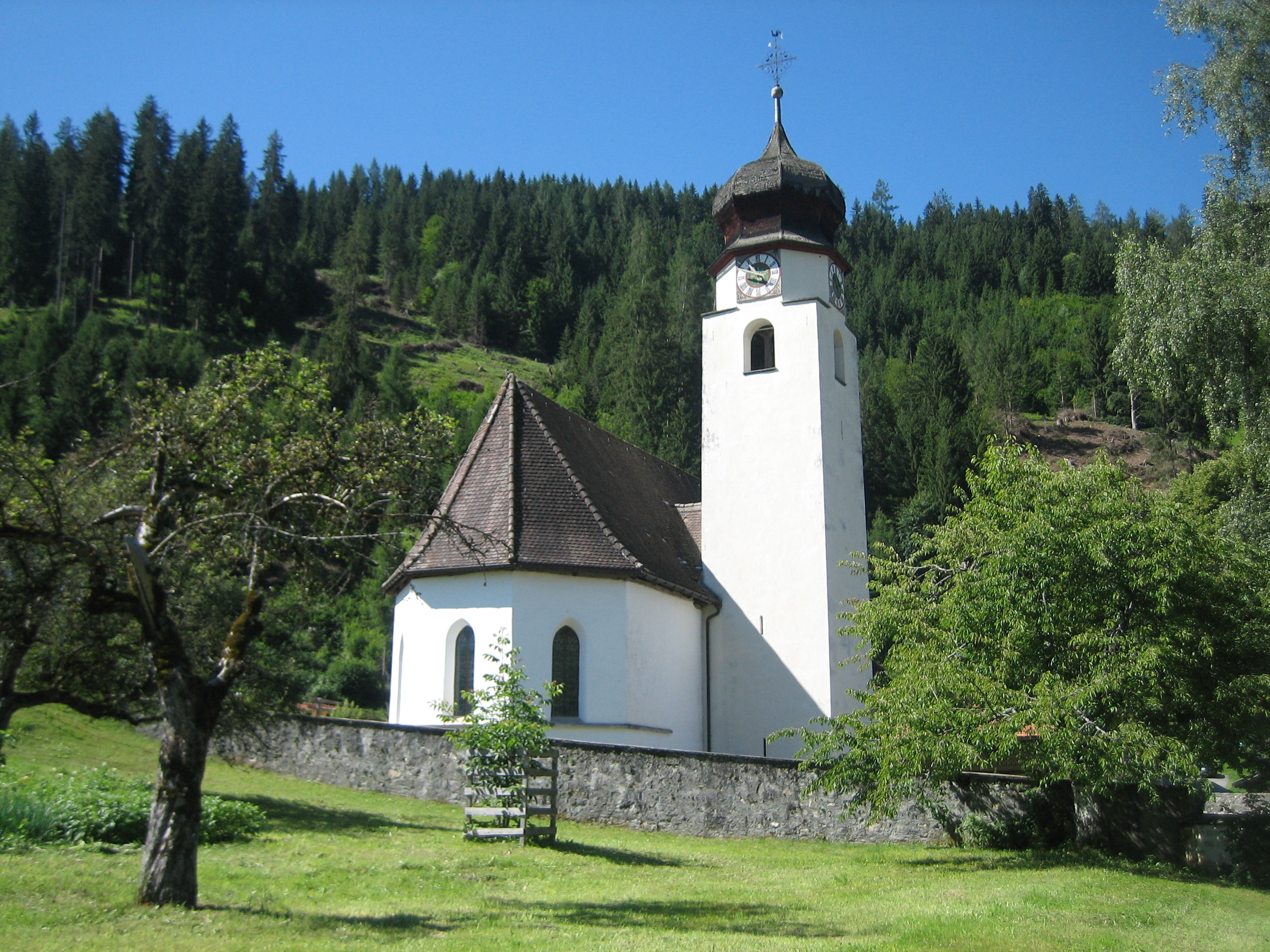
Kostel ve Fideris

Obec leží na jižní straně středního Prättigau. Kromě hlavního sídla, vesnice Fideris ve tvaru kříže na terase nad vtokem Arieschbachu do Landquartu, k němu patří i části Strahlegg za Arieschtobelem a Fideris-Au na dně hlavního údolí.
Území se z velké části shoduje s povodím řeky Arieschbach a sahá od Landquartu na severu až k rozvodí řeky Schanfigg. Půlkruhové čelo údolí zaujímají rozsáhlé Alpy, tzv. Fideriser Heuberge, za nimiž se tyčí vrcholy Mattjisch Horn (2 461 m n. m.) a Chistenstein (2 473 m n. m., nejvyšší bod obce). Do osad Peist a Langwies na druhé straně hor vede několik stezek pro mezky a pěší: Faninpass, Arflinafurgga a Strassberger Fürggli.
Z celkové rozlohy obce 25,32 km² připadá 15,38 km² na zemědělskou půdu (z toho téměř 92 % na alpské farmy). Dalších 6,98 km² pokrývají lesy a lesní porosty. Celkem 2,27 km² tvoří neproduktivní půda (převážně hory) a zbývajících 0,69 km² je zastavěná plocha.
Fideris sousedí s obcemi Arosa, Conters im Prättigau, Jenaz, Küblis a Luzein.

## Historie

Letecký pohled na Fideris

Ve východní části obce Madini byl nalezen 25 cm dlouhý hrot kopí z pozdní doby bronzové.
Osada, doložená od 14. století jako Fidris/Fideris a v roce 1572 jako Foedrain, leží na bývalé údolní cestě, která se vyhýbala dnu údolí ohroženému povodněmi a vedla z Jenazu přes Fideris Dorf a Strahlegg do Küblis. Jako součást kastelánského dvora patřila obec od roku 1436 k Zehngerichtenbundu. Reformace byla zavedena v roce 1530.
Bad Fideris, který se nachází asi 2 kilometry jižně od Fiderisu na potoce Arieschbach a je zmiňován již v roce 1464, se v 19. století rozvinul v nejvýznamnější minerální lázně v Graubündenu. Léčivý pramen byl kyselý a obsahoval sodík a železo. Poté, co byly lázně již od roku 1939 opuštěny, zničil v roce 1967 budovy a zasypal pramen rozsáhlý sesuv půdy.

## Obyvatelstvo
| Rok            | 1850 | 1910 | 1930 | 1960 | 1980 | 1990 | 2004 | 2020 |
| Počet obyvatel | 460  | 354  | 406  | 549  | 492  | 586  | 599  | 595  |

### Jazyky
V raném středověku obyvatelé obce ještě hovořili rétorománsky. Ve 14. století se sem přistěhovali Walserové, jejichž přítomnost v oblasti Fiderisu je doložena od roku 1389. V době reformace byla germanizace již dokončena. Jediným úředním jazykem obce je němčina. Dnes je obec téměř jednotně německy mluvící, jak ukazuje následující tabulka:
| Jazyky ve Fideris |                   |                   |                   |                   |                   |                   |
| Jazyk             | Sčítání lidu 1980 | Sčítání lidu 1980 | Sčítání lidu 1990 | Sčítání lidu 1990 | Sčítání lidu 2000 | Sčítání lidu 2000 |
| Jazyk             | Počet             | Podíl             | Počet             | Podíl             | Počet             | Podíl             |
| Němčina           | 485               | 98,58 %           | 557               | 95,05 %           | 565               | 96,42 %           |
| Rétorománština    | 6                 | 1,22 %            | 6                 | 1,02 %            | 4                 | 0,68 %            |
| Italština         | 0                 | 0,00 %            | 2                 | 0,34 %            | 3                 | 0,51 %            |
| Počet obyvatel    | 492               | 100 %             | 586               | 100 %             | 586               | 100 %             |

## Doprava

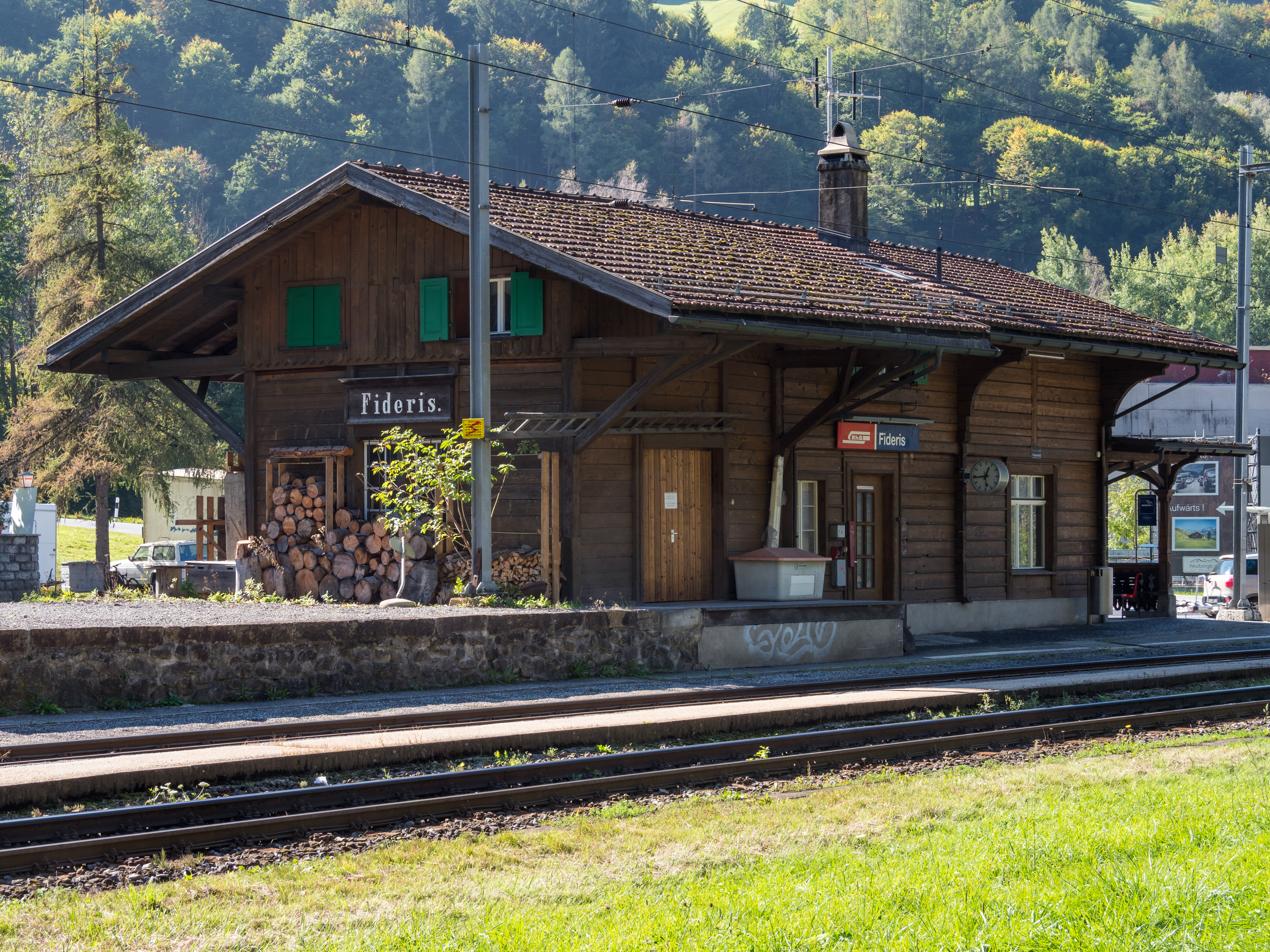
Železniční stanice Jenaz

Železniční stanice Fideris se nachází na trati z Landquartu do Davosu, otevřené roku 1889. Stanice se nachází v dolině u řeky Landquart, asi 1 kilometr pod centrem obce. Od roku 1921 je trať elektrifikována.
Obec je napojena na síť veřejné dopravy také prostřednictvím poštovních autobusových linek (Postauto), jezdících v pravidelných intervalech do Küblis a Furny.
Kantonální hlavní silnice č. 28 v trase Landquart – Davos – Engadin – Val Müstair vede v těsné blízkosti obce, po dně údolí Prättigau. Do Fiderisu z ní vedou dvě odbočky.